# 류쥔하오
류쥔하오(중국어 정체자: 劉俊豪, 간체자: 刘俊豪, 병음: Líu Jùnháo, 한자음: 유준호, 2002년 2월 20일~)는 중화민국의 야구 선수이다. 현재 푸방 가디언스 소속으로 뛰고 있다.